# College of the North Atlantic
College of the North Atlantic (littéralement «Collège de l'Atlantique du nord»; anciennement «College of Newfoundland and Labrador», littéralement «Collège de Terre-Neuve-et-Labrador») est un système d'écoles d'études supérieures et de développement des compétences et formation. Ce système est établi et dirigé par la province de Terre-Neuve-et-Labrador au Canada. Il comprend actuellement 18 campus, dont 17 se situent à Terre-Neuve-et-Labrador et dont un campus est situé à Qatar.
Selon le périodique Maclean's, le frais de scolarité du College of the North Atlantic est le plus bas parmi les frais de scolarité des écoles postsecondaires situées dans les provinces de l'Atlantique.